# Macrogalidia musschenbroekii
Genre
Espèce
Statut de conservation UICN

 VU A2c : Vulnérable
La civette palmiste des Célèbes (Macrogalidia musschenbroekii) est un mammifère carnivore de la famille des viverridés. C'est la seule espèce du genre Macrogalida.